# Taça 12 de Novembro de 2019
A Taça 12 de Novembro de 2019 foi a 7ª edição oficial do torneio de futebol timorense. Foi organizada pela Federação de Futebol de Timor-Leste e contou com 20 times participantes. 
O campeão da competição foi o FC Lalenok United, que também venceu a Liga Futebol Amadora de 2019, conquistando os dois principais títulos da temporada.

## Formato
O torneio utiliza o sistema de eliminatórias a uma mão, iniciando-se pela primeira fase com 4 jogos. É disputado por clubes da Primeira e Segunda Divisão da Liga Futebol Amadora. Todas as partidas são realizadas no Estádio Campo Democracia, na capital Díli. 
O sorteio dos jogos do torneio foi realizado no mês de abril. A primeira partida foi disputada em 7 de maio, entre as equipas do Atlético Ultramar (campeã de 2018) e do Zebra F.C..

### Participantes
Os seguintes times classificaram-se para a competição:
| Primera Divisão os 8 times da temporada 2019                                                                                | Segunda Divisão os 12 times da temporada 2019 |
| - Académica - Assalam - Atlético Ultramar (C) - Boavista FC - Karketu Dili F.C. - Lalenok United - Ponta Leste - SL Benfica | - Aitana - Cacusan - DIT - Fitun Estudante - Kablaky - Lero - Lica-Lica Lemorai - Nagarjo - Porto Taibesse - Santa Cruz F.C. - Sporting Clube - Zebra |

## Tabela

### Primeira Fase
Os jogos da primeira fase foram realizados entre os dias 7 e 28 de maio. Em negrito estão os times classificados para a segunda fase (oitavas-de-final).
| Equipe 1                        | Resultado | Equipe 2                     |
| ------------------------------- | --------- | ---------------------------- |
| Atlético Ultramar (I)           | 4:1       | Zebra F.C. (II)              |
| FC Aitana (II)                  | 3:2       | F.C. Nagardjo (II)           |
| Lica-Lica Lemorai (II)          | 4:1       | Sporting Clube de Timor (II) |
| FC Fitun Estudante Lorosae (II) | 0:2       | Boavista (I)                 |

### Segunda Fase
Os jogos da segunda fase foram realizados entre os dias 3 de julho e 21 de agosto. Em negrito estão os times classificados para as quartas-de-final.
| Equipe 1               | Resultado | Equipe 2                    |
| ---------------------- | --------- | --------------------------- |
| Atlético Ultramar (I)  | 2:0       | Porto Taibesse (II)         |
| FC Lalenok United (I)  | 3:1       | Karketu Dili F.C. (I)       |
| Assalam F.C. (I)       | 9:1       | Cacusan (II)                |
| FC Aitana (II)         | 2:1       | A.S. Ponta Leste (I)        |
| Lica-Lica Lemorai (II) | 2:1       | FC Lero (II)                |
| Santa Cruz FC (II)     | 0:6       | Sport Laulara e Benfica (I) |
| DIT FC (II)            | 0:1       | F.C. Académica (I)          |
| Boavista (I)           | 5:2       | Kablaki F.C. (II)           |

## Fase Final
A terceira fase da competição iniciou-se em 28 de agosto, com o jogo entre Atlético Ultramar e FC Lalenok United, que foi encerrado aos 13 minutos do segundo tempo, com o placar de 1 a 0. A vitória foi concedida ao FC Lalenok, devido ao abandono de campo por parte dos jogadores do Ultramar.
|  | Quartas de final      | Quartas de final    |                      |       | Semifinais | Semifinais |  |  | Final | Final |
|  |                       |                     |                      |       |            |            |  |  |       |       |
|  | 28 de agosto – Díli   |                     |                      |       |            |            |  |  |       |       |
|  |                       |                     |                      |       |            |            |  |  |       |       |
|  | Atlético Ultramar     | 0                   |                      |       |            |            |  |  |       |       |
|  | Atlético Ultramar     | 0                   | 5 de outubro – Díli  |       |            |            |  |  |       |       |
|  | Lalenok United*       | 6                   |                      |       |            |            |  |  |       |       |
|  | Lalenok United*       | 6                   | Lalenok United (pen) | 2 (6) |            |            |  |  |       |       |
|  | 4 de setembro – Díli  |                     | Lalenok United (pen) | 2 (6) |            |            |  |  |       |       |
|  |                       | Assalam             | 2 (4)                |       |            |            |  |  |       |       |
|  | Assalam               | Assalam             | 2 (4)                | 4     |            |            |  |  |       |       |
|  | Assalam               |                     | 12 de outubro – Díli | 4     |            |            |  |  |       |       |
|  | Aitana                | 0                   |                      |       |            |            |  |  |       |       |
|  | Aitana                | 0                   | Lalenok United       | 3     |            |            |  |  |       |       |
|  | 18 de setembro – Díli |                     | Lalenok United       | 3     |            |            |  |  |       |       |
|  |                       | SL Benfica          | 2                    |       |            |            |  |  |       |       |
|  | Académica             | SL Benfica          | 2                    | 1     |            |            |  |  |       |       |
|  | Académica             | 6 de outubro – Díli |                      | 1     |            |            |  |  |       |       |
|  | Boavista              | 2                   |                      |       |            |            |  |  |       |       |
|  | Boavista              | 2                   | Boavista             | 1 (5) |            |            |  |  |       |       |
|  | 19 de setembro – Díli |                     | Boavista             | 1 (5) |            |            |  |  |       |       |
|  |                       | SL Benfica (pen)    | 1 (6)                |       |            |            |  |  |       |       |
|  | Lica-Lica             | SL Benfica (pen)    | 1 (6)                | 0     |            |            |  |  |       |       |
|  | Lica-Lica             |                     |                      | 0     |            |            |  |  |       |       |
|  | SL Benfica            | 3                   |                      |       |            |            |  |  |       |       |
|  | SL Benfica            | 3                   |                      |       |            |            |  |  |       |       |

### Partida Final
| 12 de outubro de 2019 | FC Lalenok United                                                  | 3 - 2     | SL Benfica                             | Estádio Municipal de Díli |
| 16:00 UTC+9           | Elias Mesquita 48' · Francisko da Costa 68' · Italo Pimental 90+1' | Relatório | Mouzinho de Lima 13' · Paulo Gally 30' |                           |

## Premiação
| Taça 12 de Novembro de 2019           |
| Timor-Leste                           |
| ------------------------------------- |
| FC Lalenok United Campeão (1º título) |

## Ligações Externas
- Página oficial - no Facebook